# Arthur Rougier
Arthur Rougier (født 20. juli 2000) er en fransk racerkører, som er 2017 Fransk F4 vicemester, og som i øjeblikket konkurrerer i GT World Challenge Europe Endurance Cup med Emil Frey Racing. I 2018 var han en del af Renault Sport Academy.[kilde mangler]